# 尖頭黃鰭牙䱛
尖頭黃鰭牙䱛為輻鰭魚綱鱸形目鱸亞目石首魚科的其中一種，分布於印度西太平洋區，包括斯里蘭卡、印度、泰國、越南、中國廣東省、台灣、馬來西亞、印尼等海域，體長可達30公分，棲息在沿岸，可做為食用魚。

## 外部連結
- 尖頭黃鰭牙䱛的圖片